# Процес Дрелла–Яна

Процес Дрелла — Яна: кварк одного адрона та антикварк іншого адрона анігілюють з утворенням пари лептонів за допомогою обміну віртуальним фотоном.

Процес Дрелла — Яна — один із видів взаємодії високоенергетичних адронів. Він відбувається, коли кварк одного адрона та антикварк іншого адрона анігілюють, утворюючи віртуальний фотон або Z-бозон, який потім перетворюється на пару протилежно заряджених лептонів. Таким чином, енергія пари кварк-антикварк при зіткненні може майже повністю перейти в масу нових частинок. Вперше цей процес запропонували Сідні Дрелл і Тунг-Мов Ян 1970 року для опису механізму утворення лептон-антилептонних пар під час високоенергетичних адронних зіткнень. Експериментально цей процес досліджено того ж 1970 року в зіткненнях протон-уран на Синхротроні змінного градієнту (AGS) в Брукгейвенській національній лабораторії.

## Властивості
Процес Дрелла — Яна можна спостерігати як в експериментах із нерухомою мішенню, так і в колайдерах. Він дозволяє досліджувати функції розподілу партонів, які описують розподіл імпульсу початкового адрона високої енергії між партонами, що входять до нього. Ці функції розподілу партонів є основними інгредієнтами для обчислення практично всіх процесів на адронних колайдерах. Попри те, що функції розподілу партонів в принципі можна обчислити теоретично, перешкодою цьому є обмеженість знань про властивості сильної взаємодії. Тому функції розподілу партонів отримують з експериментальних даних.

## Процес Дрелла–Яна та глибоке непружне розсіяння
Функції розподілу партонів визначаються з експериментальних даних глибокого непружного розсіювання, процесу Дрелла–Яна тощо. Процес Дрелла–Яна напряму пов'язаний з глибоким непружним розсіюванням, оскільки діаграма Фейнмана процесу Дрелла–Яна отримується, якщо діаграму Фейнмана глибокого непружного розсіювання повернути на 90°.

Інваріантна маса двох протилежно заряджених мюонів в експерименті LHCb в CERN. Синій розподіл показує процес Дрелла-Яна (включно з утворенням Z-бозона) та утворення нейтральних мезонів:,,,,,,, та. Червоним кольором показано інваріантну масу мюонів одного заряду, де не спостерігається резонансів.

## Утворення Z-бозонів
Утворення Z-бозонів за допомогою процесу Дрелла-Яна дає можливість досліджувати константи взаємодії Z-бозона з кварками. Важливою величиною в цьому контексті є асиметрія вперед-назад у кутовому розподілі двох лептонів у їхній системі центру мас.
Якщо існують важчі бозони з такими ж квантовими числами, як у Z-бозона, (наприклад, Z'-бозон), їх можна виявити як пік у розподілі інваріантної маси двох лептонів так само, як звичайний Z-бозон проявляється внаслідок процесу Дрелла-Яна.